# تمثيل زمرة

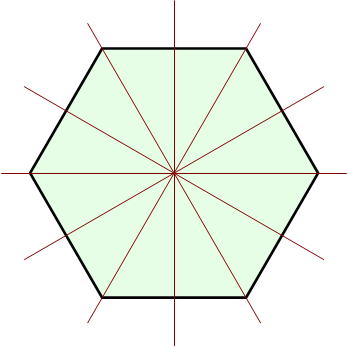

في الحقل الرياضي لنظرية التمثيل، يقوم تمثيل الزمر بوصف الزمر المُجرَّدة عن طريق التحويلات الخطية التقابلية للفضاءات المتجهية؛ (على سبيل المثال: التماثلات الذاتية)، وبشكل خاص، يمكن استخدام تمثيل الزمر لتمثيل عناصر الزمر مثل تعاكس المصفوفات وذلك يُمكن من تمثيل عملية الزمرة عن طريق ضرب المصفوفات. تُعتبر عملية تمثيل الزمر مُهمَّة حيث إنها تسمح للقضايا المُتعلِّقة بنظرية الزمر بأن اُختزلت إلى قضايا في الجبر الخطي، والذي يكون من السهل استيعابه. ولها أهميتها أيضًا في مجال الفيزياء، فعلى سبيل المثال، تقوم بشرح كيف أن زمرة التماثل لنظام فيزيائي يؤثر على الحلول للمعادلات التي تشرح هذا النظام.
يُستعمل مصطلح تمثيل الزمرة أيضًا بمعنى عام وشامل أكثر ويعني أي «وصف» لأي زمرة مثل زمرة التحويلات لبعض الكائنات الرياضية. وعلاوة على ذلك، فإن كلمة «تمثيل» تعني تشاكل من الزمرة زمرة التشاكل الآلي لكائن ما. فإذا كان هذا الكائن عبارة عن فضاء اتجاهي، إذًا فهذا تمثيل خطي. بعض الناس يستخدمون المصطلح التحقق (بالإنجليزية:realization) ليشير إلى المفهوم العام أما المصطلح التمثيل فيُستخدم في الحالات الخاصة من التمثيل الخطي. مُعظم هذه المقالة تشرح نظرية التمثيل الخطي; انظر القسم الأخير للتعرُّف على حالات التعميم.

## التعريفات
إن تمثيل زمرة G على الفضاء المتجهي V في الحقل الرياضي K هو عبارة عن تشاكل الزمر من القيمة G إلى القيمة GL(V), وهي الزمرة الخطية العامة على V. وهذا يعني، التمثيل هو رسم بياني 
{\displaystyle \rho \colon G\to GL(V)\,\!}
حيث
{\displaystyle \rho (g_{1}g_{2})=\rho (g_{1})\rho (g_{2}),\qquad {\text{for all }}g_{1},g_{2}\in G.\,\!}
وهنا V يُسمَّى الفضاء التمثيلي بينما بُعد V يُسمَّى بُعد التمثيل. ومن الإجراءات المُتبعَّة الإشارة إلى القيمة V نفسه على أنه التمثيل عندما يكون التشاكل واضحًا من السياق.
وفي حالة كون القيمة V من البُعد المتناه n فمن الشائع اختيار أساسًا لV وتحديد GL(V) باستخدام GL(n, K) زمرة n-في-n معكوس المصفوفة في الحقل الرياضي K.
- إذا كان G زمرة طوبولوجية V هي الفضاء الاتجاهي الطوبولوجي، إذًا فإن التمثيل المُتصِّل لG في V هو التمثيل (ρ) حيث إن التطبيق {\displaystyle \Phi :G\times V\to V} مُحدَّد باستخدام {\displaystyle \Phi (g,v)=\rho (g)(v)} يكون مُتصِّلًا.
- كما أن أساس التمثيل ρ لزمرة G يساوي الزمرة الفرعية القياسيَّة لG ورمزه الذي يدخل ضمن ρ يصبح التحويل المُتطابق:

{\displaystyle \ker \rho =\left\{g\in G\mid \rho (g)=\mathrm {id} \right\}\,\!.}
A التمثيل الوفيّ هو التمثيل حيث يحدث أن تشابه الشكلG → GL(V) يكون تباينيًا; بمعنى آخر، التمثيل الذي يكون أساسه هو الزمرة الفرعية البسيطة {e} وتتكوَّن فقط من العنصر الحيادي للزمرة.
- فإذا كان هناك K فضاءان اتجاهيَّان V وW, إذًا التمثيلان

{\displaystyle \rho _{1}\colon G\to GL(V)\,\!}
and
{\displaystyle \rho _{2}\colon G\rightarrow GL(W)\,\!}
يصبحان متساويين أو تماثليين إذا تواجد فضاء اتجاهي يساوي الشكل
{\displaystyle \alpha \colon V\to W\,\!}
وبذلك لكل g في G
{\displaystyle \alpha \circ \rho _{1}(g)\circ \alpha ^{-1}=\rho _{2}(g).\,\!}